# 庫卡鄉 (阿爾傑什縣)

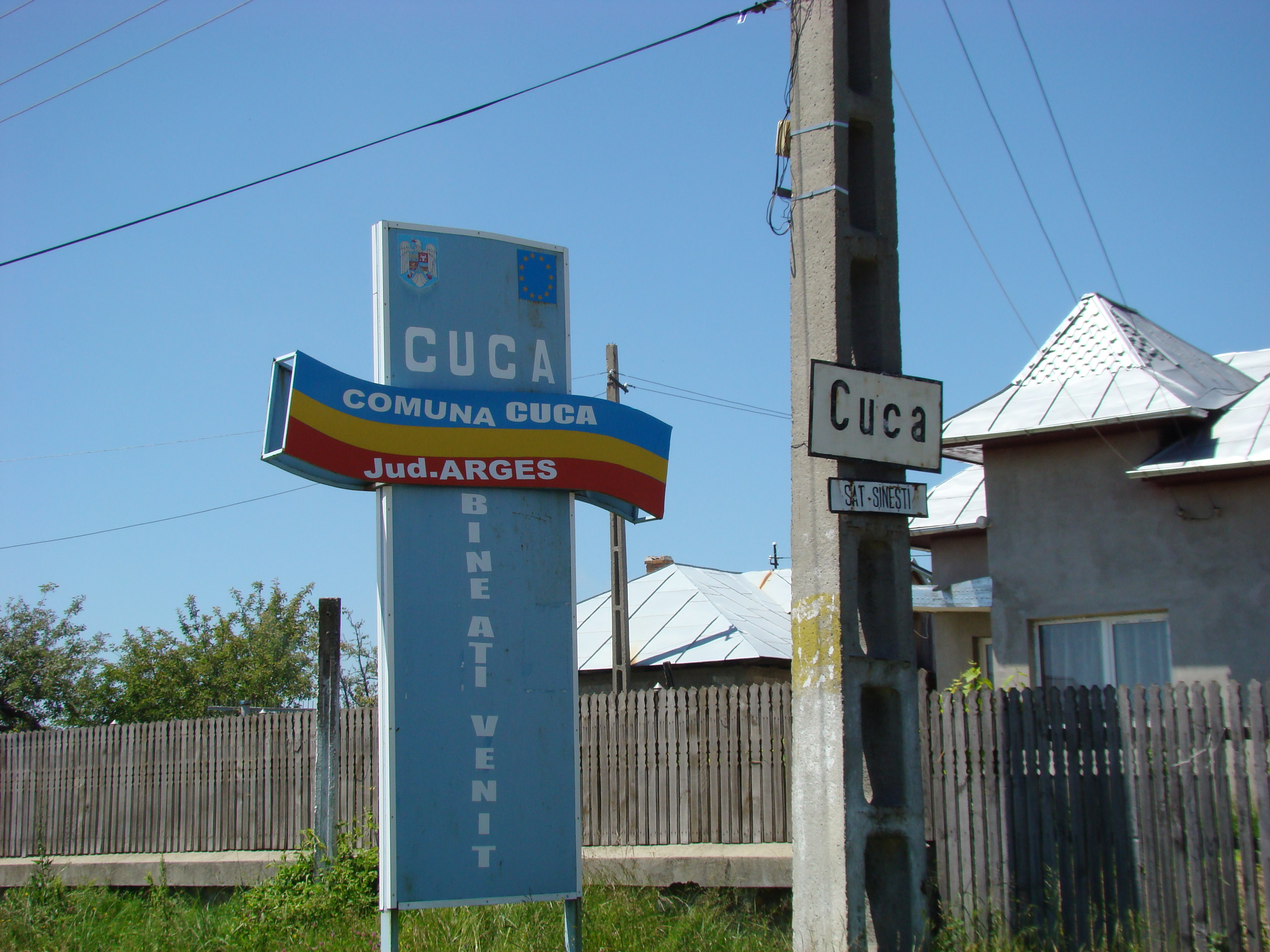
庫卡鄉 (阿爾傑什縣)

44°55′57″N 24°31′00″E / 44.9326°N 24.5166°E
庫卡鄉（羅馬尼亞語：Comuna Cuca, Argeș），是羅馬尼亞的鄉份，位於該國中南部，由阿爾傑什縣負責管轄，面積50平方公里，海拔高度484米，2007年人口2,206，人口密度每平方公里44人。